# Pyrrhula crassa
El camachuelo grande de las Azores (Pyrrhula crassa) es una especie extinta de ave paseriforme de la familia Fringillidae. Endémica de las Azores, fue la primera paseriforme extinta descrita en este arcipiélago (y la quinta especie de ave extinta). Sus restos se encontraron en una cueva en la isla de Graciosa.
Se cree que este ave se extinguió tras la colonización portuguesa de las Azores. La desaparición de la laurisilva de las Azores, su hábitat original, y la depredación por parte de especies invasoras habría llevado a la extinción a la especie.

## Descripción

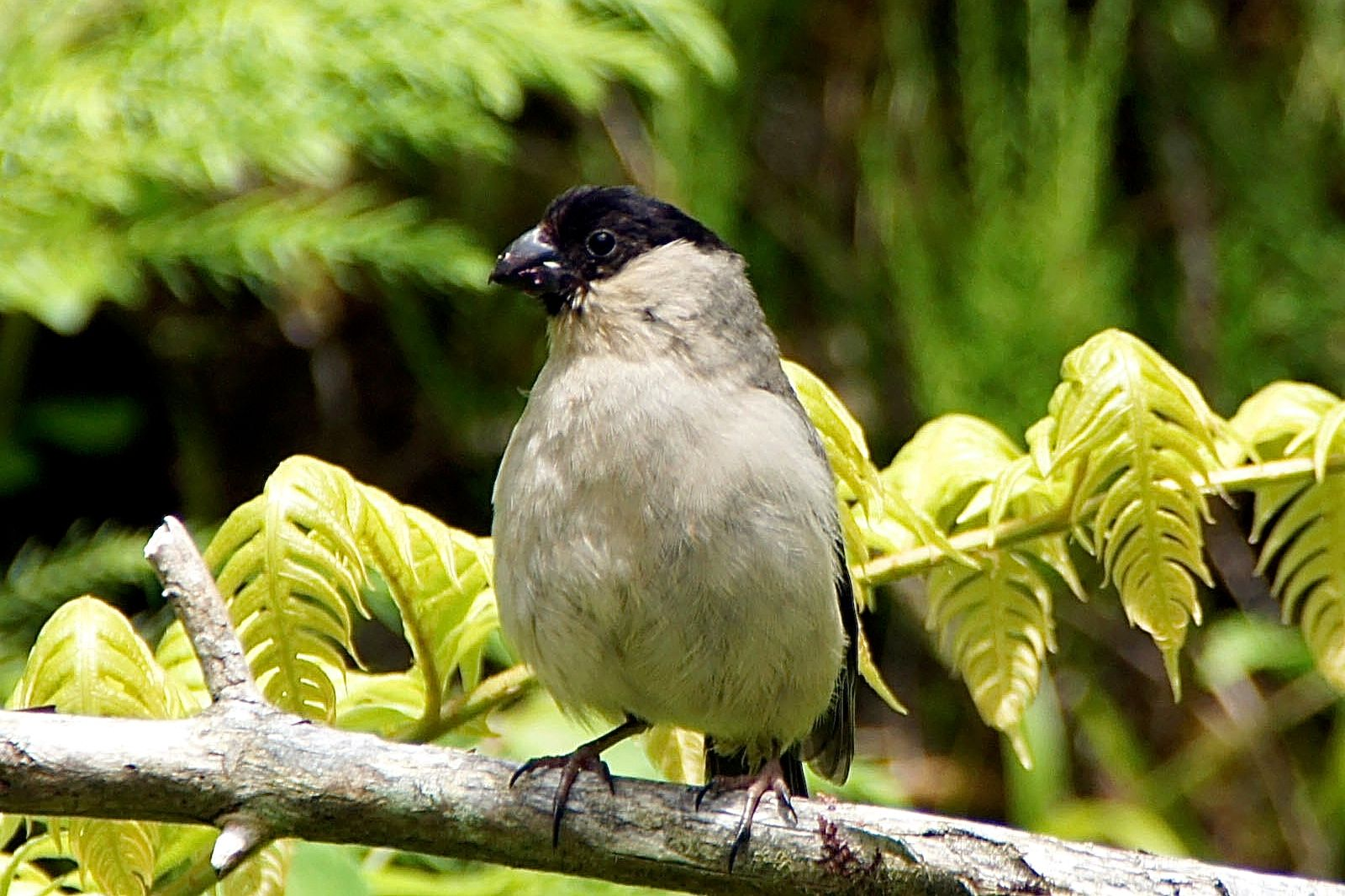
Camachuelo de las Azores (Pyrrhula murina). P. crassa tendría un aspecto parecido a esta especie, aunque de mayores dimensiones

Se conocen varios restos de esta especie de camachuelo, tanto del cráneo como de elementos poscraneales. Se trataba de la mayor especie de su género: su peso se estima en 46.4g, frente a los 36.7 del camachuelo de Azores o los 19.4g de los camachuelos comunes que habitan la Península ibérica. Por lo demás, era similar a otras especies cercanas, tales como el camachuelo de las Azores, que habita la vecina isla de São Miguel. Al igual que sus parientes, contaba con un pico grueso para alimentarse de semillas.
El análisis de los huesos de las extremidades ha permitido determinar que era capaz de volar, aunque tenía una capacidad algo reducida, como el camachuelo de São Miguel. Debido a esto, se desconoce si la especie era endémica de Graciosa, donde los restos fueron encontrados, o habitaba otras islas. Tampoco se sabe si las dos especies de camachuelos en las Azores llegaron en un mismo evento de colonización desde Europa (con su posterior radiación) o en dos distintos.